# Hargomulyo (Kedewan)
Hargomulyo is een bestuurslaag in het regentschap Bojonegoro van de provincie Oost-Java, Indonesië. Hargomulyo telt 3972 inwoners (volkstelling 2010).